# Wacław Gąsiorowski
Pour les articles homonymes, voir Gasiorowski.
Wacław Gąsiorowski, né dans de l'Empire russe le 27 juin 1869 à Varsovie et mort à Konstancin-Jeziorna le 30 octobre 1939 est un écrivain, journaliste et scénariste polonais. 

## Biographie
En 1914, il fonde à Paris, avec d'autres compatriotes le Comité de volontaires polonais lequel siège au 10 de la Rue Notre-Dame-de-Lorette, dans les locaux du journal Polonia, et qui se donne pour action l'enrôlement de jeunes Polonais pour se battre aux côtés de la France (Légion des Bayonnais).

## Œuvres
- Zginęła głupota! (1899)
- Pigularz (1900)
- Ugodowcy (1901)
- Rok 1809 (1903)
- Pani Walewska (1904)
- Czarny Generał (1904)
- Pamietniki wojskowe Jozefa Grabowskiego (1905)
- Finis Poloniae (1906)
- Anarchiści (1906)
- Księżna Łowicka (1908)
- Tragic Russia (1908)
- Szwoleżerowie gwardii (1910)
- Emilia Plater (1910)
- Bem (1911)
- Babilon (1912)
- Miłość królewicza (1931)
- Thalitha Kumi
- Królobójcy
- Kajetan Stuart.

## Cinéma
Il est l'auteur des scénarios des films suivants :
- Marie Walewska de Clarence Brown adapté d'après son roman Pani Walewska.
- Pan Twardowski de Henryk Szaro, scénariste
- Kościuszko pod Racławicami de Joseph Lejtes
- Ułan Księcia Józefa de Konrad Tom
- Księżna Łowicka de Mieczysław Krawicz et Janusz Warnecki